# Урусибара, Юки
Юки Урусибара (род. 23 января 1974 г. в префектуре Ямагути, Япония) — японская художница-мангака. Наиболее известна как автор манги «Знаток муси», за которую получила Награду за совершенство манги (Excellence prize for manga) на Японском фестивале медиаискусства (Japan Media Arts Festival) в 2003 году и премию манги издательства «Коданся» в общей категории в 2006 году. Также публиковалась под псевдонимом Соёго Сима (志摩 冬青).

## Работы
- «Знаток муси» (1999—2008, издательство «Коданся», 10 томов) — манга. Публиковалась в журнале Afternoon. По ней впоследствии был снят аниме-сериал.
- «Волокно» (2004) — сборник манга-рассказов
- «Суйики: пространство воды» (2009—2010, издательство «Коданся», 2 тома) — манга. Публиковалась в журнале Afternoon.